# Milan Guštar
Milan Guštar (* 18. srpna 1963) je organolog, skladatel, konstruktér elektronických a elektroakustických zařízení a programátor. Zabývá se interdisciplinárním výzkumem na pomezí vědy, techniky a umění, především matematickými principy v hudbě, teorií tónových soustav, elektronikou, informatikou, aplikovanou matematikou, modelováním a simulací. Matematické principy, mikrotonalita, algoritmické postupy a sonifikaci využívá také při vytváření svých hudebních kompozic a zvukových a multimediálních instalací.
Věnuje se návrhu, vývoji a zakázkové výrobě elektronických a elektroakustických zařízení a hudebních nástrojů, multimediálních a interaktivních systémů, záznamu a zpracování zvuku a tvorbě počítačových programů . Specializuje se na spolupráci s výtvarníky v oblasti nových médií.

## Hudba
Jeho skladby jsou ovlivněny minimalismem, často využívají matematické principy a algoritmické postupy, mnohé z nich jsou mikrotonální. (Abacus CD:2002, BG 01-06-04 CD: 2007, RG 02-07-04 CD:2007, Flex Nr.1 & Nr.2 CD:2007, Flex Nr.98 & Nr.99 CD:2008). V 80. a 90. letech tvořil skladby pro svou hudební skupinu Flao YG, ve které působil jako hráč na klávesové nástroje (Špendlíky CD:2006, Dvandva CD:2007, Forgotten Works CD:2012). V 80. letech komponoval, hrál a nahrával hudbu pro Divadlo Zavadilka. Vytvořil hudební a zvukovou složku filmů filmové skupiny Bulšitfilm (Narozeniny v parku, Sestry Bílkovy jedou na výlet, Vychovatel ke strachu, Mrtvý les). Vytvořil také znělku a zvukový doprovod filmového festivalu Zlatý voči (v klubu Delta, 1988).

## Zvukové a multimediální instalace
Kromě hudebních kompozic tvoří též zvukové a multimediální instalace (Hnus 87 -1987, Prázdnota - 1995 , Neviditelná fontána - 1996, Tisíc a jedna vlna - 2007, Abacus - 2008 (s Janem Mucskou)). V letech 1994-1998 se účastnil činnosti umělecké skupiny Silver (Sireny - 1992, Resident - 1995). V roce 2013 proběhla retrospektivní výstava jeho prací v galerii DOX.

## Knihy
Jedná se o autora dvousvazkové knihy Elektrofony   , ve které se z pohledu všeobecné organologie v širších souvislostech zabývá vývojem, principy a konstrukcí elektromechanických a elektronických hudebních nástrojů. Kniha shrnuje vývoj elektrotechniky a elektroniky, podává přehled o přístrojích pro záznam, zpracování, přenos a reprodukci zvuku a hudby. Věnuje se systematickému třídění elektrofonů a chronologicky mapuje historii jednotlivých nástrojových skupin. V textu lze najít základní životopisné údaje důležitých vynálezců, konstruktérů a tvůrců hudebních nástrojů, stručnou historii hlavních firem věnujících se výrobě elektronických a elektromechanických hudebních nástrojů i schémata, dobové fotografie a reprodukce originálních patentů.

## Publikace v časopisech
Jeho články věnované elektronickým a elektromechanickým nástrojům vycházely v časopise Muzikus (Můžete si sami natočit CD? - 2005, Varhany Pastorale - 2007, Fender-Rhodes - 2007, Leslie - 2007, Elektrofony - 2007-2009). Nyní publikuje v časopise HIS voice.

## Spolupráce s umělci
Od počátku 80. let spolupracuje s výtvarníky a dalšími umělci na realizaci multimediálních, interaktivních a kinetických děl. Účastnil se např. na realizaci následujících děl:
- David Černý (Pistole, Umělí, Mrchy, RC Car, Piss, Embryo, Entropa)
- Krištof Kintera (Conflict of interests, I can't sleep)
- Veronika Bromová (Rozhovor)
- Radim Labuda (ADD Soundsystem)[16]
- Kurt Gebauer (Ptačí vrch)
- Miloš Vojtěchovský (Brouci, Gamelan AW, TESLA II.gameLAN
- Floex (RGB Interactive)
- Michael Bielický (Exposition)
- Jan Mucska (E_S)
- Lukáš Rittstein (Sweet sixteen)
- Federico Díaz (Nostalgia, Dehibernace, Gug, Spin, 7, Fermion, Photon)
- Petr Svárovský (Trychtýře)
- Petra Vargová (Sky)
- Gabriela Jurkovičová (Horae)

Podílel se na restaurování a rekonstrukci výtvarných děl a technickém zajištění výstav Jitro kouzelníků (Národní galerie - Veletržní palác Praha, kurátor: Jaroslav Anděl - 1996), Zdeněk Pešánek (Národní galerie, Veletržní palác Praha, kurátor: Jiří Zemánek 21.11.1996-16.2.1997), Frank Malina – Bod-linie-vesmír (Museum Kampa, kurátor: Vít Havránek 7.11.2007-7.1.2008).
Nahrál a zvukově zpracoval hudbu Jana Matáska pro divadlo Rubín – Šílená lokomotiva (2000) a Psí srdce (2001), zpracoval nahrávky pro CD ke knize Beatnici v Praze pro nakladatelství Argo (2001), zpracoval zvuk k digitálnímu video-filmu Markéty Baňkové Smysly života (2002). Podílel se na nahrávání a zvukovém zpracování CD Hynka Čápa - Studánka (1983, 2002), Rybopták (1987,1992) a Z křovisek (1998-1999).

## Ukázky některých děl

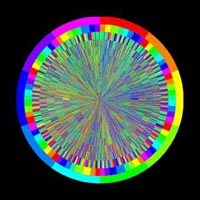
Abacus
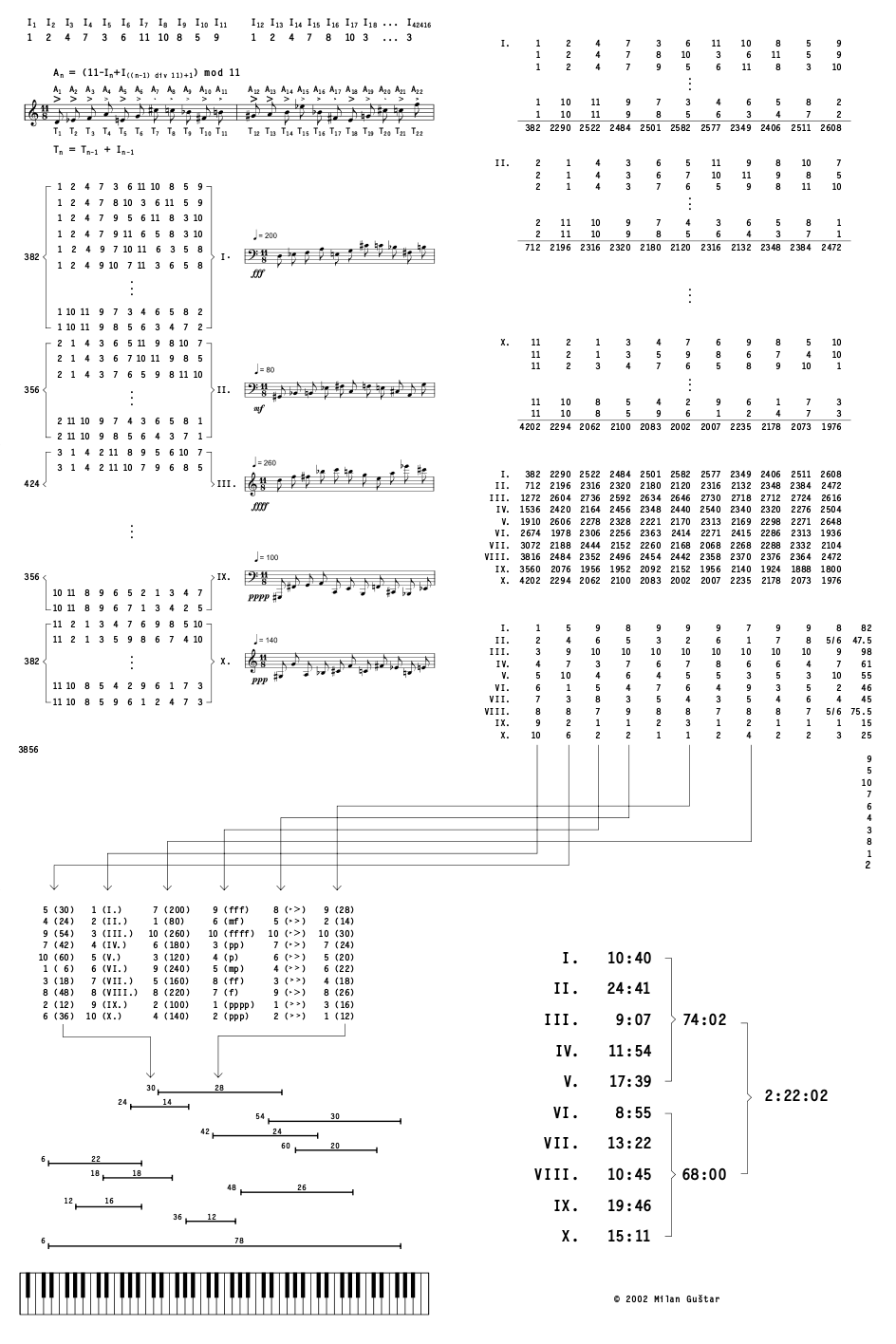
Struktura abacusu
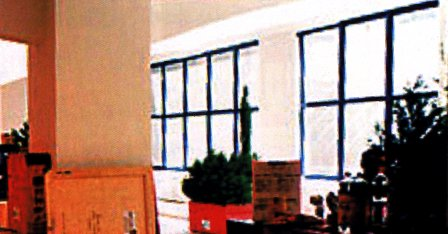
Bar - Instalace Neviditelná fontána
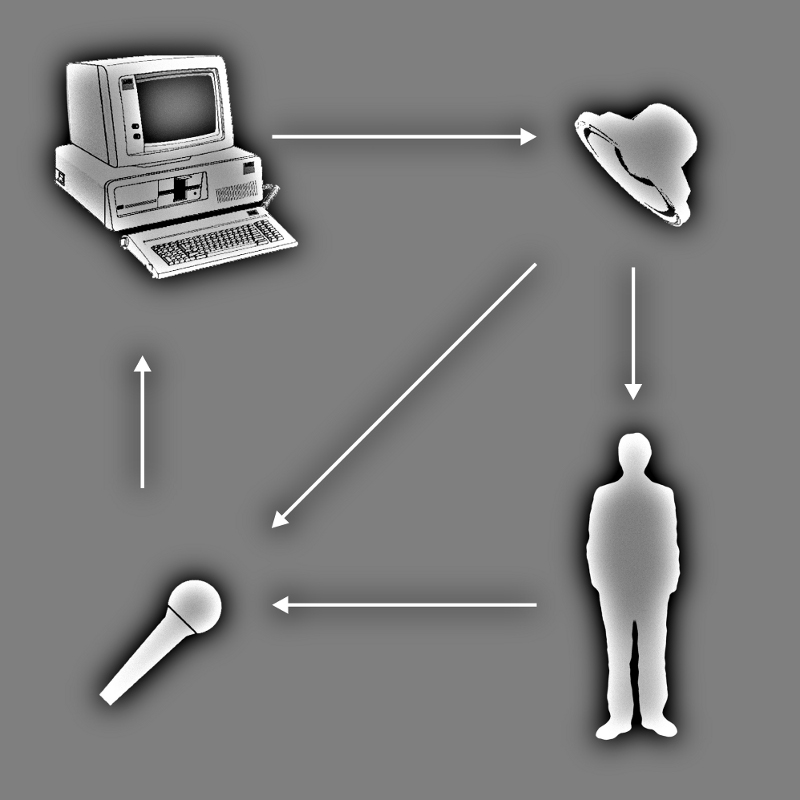
Instalace Tisíc a jedna vlna (schema)
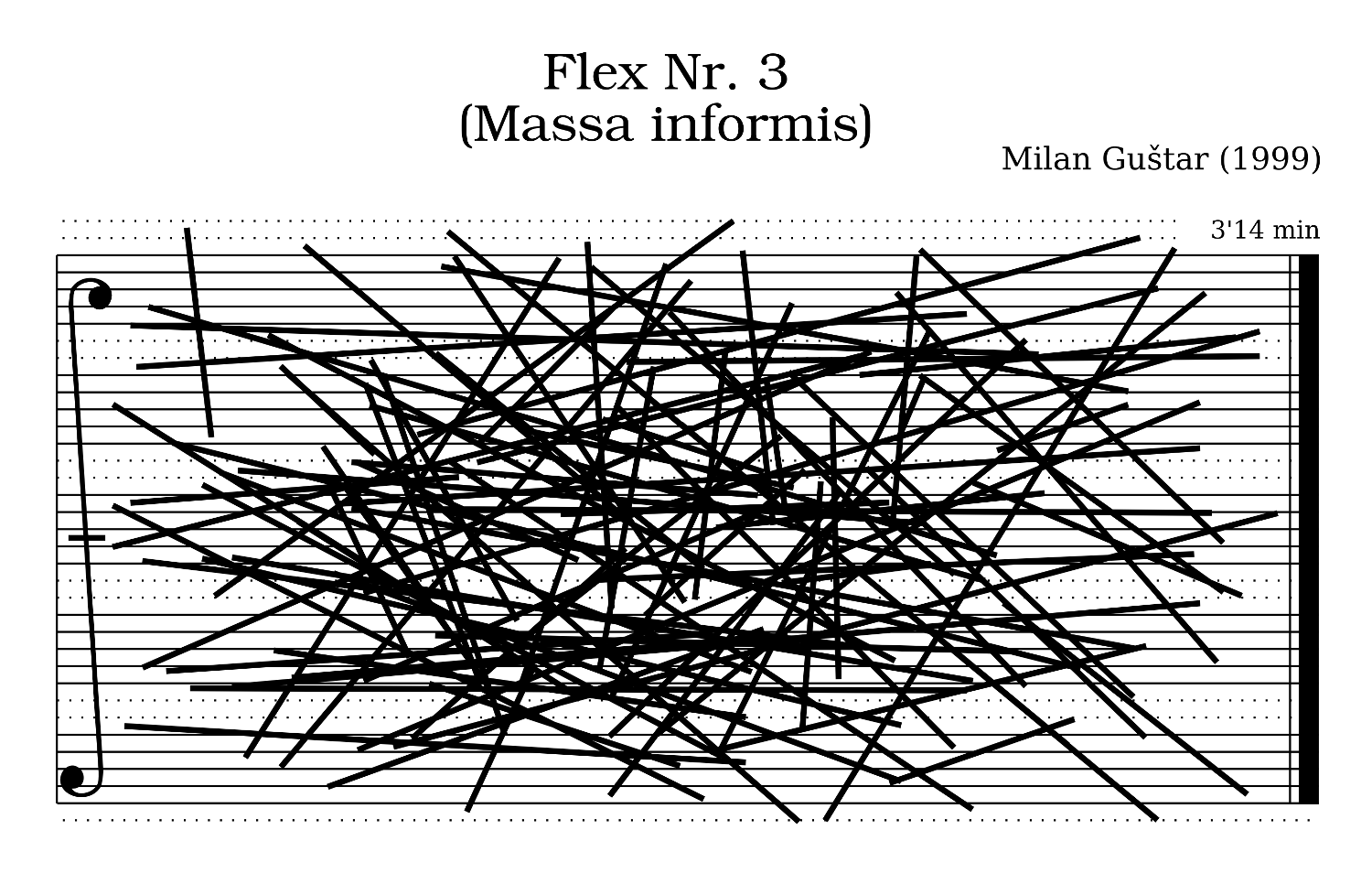
Skladba Flex Nr.3 - Massa informis (partitura)